# Kool Moe Dee
Kool Moe Dee, de son vrai nom Mohandas Dewese, né le 8 août 1962 à Harlem, New York, est un rappeur américain, principalement actif entre les années 1970 et 1990. Il est l'un des premiers rappeurs à remporter un Grammy Award et à jouer lors de la cérémonie.

## Biographie

### Jeunesse et débuts
Dewese est né le 8 août 1962 à Harlem, dans la ville de New York. Il détient un B.A. degree de l'Université d'État de New York à Old Westbury.
À la fin des années 1970, Kool Moe Dee fait la rencontre de Special K, DJ Easy Lee, et LA Sunshine, et forme à leurs côtés le groupe à succès Treacherous Three, qui signe sur le label Enjoy Records. En 1981, Treacherous Three signent chez Sugar Hill Records en parallèle d'un autre groupe, lui aussi auparavant chez Enjoy Records, Grandmaster Flash and the Furious Five. Les Treacherous Three se popularisent grâce à leurs singles Feel the Heart Beat et Whip It. Ils participent également au film Beat Street, sorti en 1984, jouant la chanson Xmas Rap avec Doug E. Fresh.

### Carrière solo
En 1985, les Treacherous Three se séparent. Après son départ du groupe, Kool Moe Dee étudie à l'Université d'État de New York à Old Westbury, où il obtient un diplôme en communications. En 1986, il se lance dans une carrière en solo, et publie son premier album homonyme, qui atteint la 83e du classement Billboard 200,. Il collabore avec le jeune producteur Teddy Riley contribuant grandement au mouvement musical new jack swing qui gagnera en popularité les années suivantes. Kool Moe Dee publie son deuxième album, How Ya Like Me Now qui est certifié disque de platine.
Il publie ensuite son troisième album, Knowledge Is King en 1989 sur le label Jive Records, qui atteindra la 35e place du Billboard 200, et sera certifié disque d'or.
En 1990, il participe à l'album Back on the Block de Quincy Jones, aux côtés des rappeurs Melle Mel, Big Daddy Kane et Ice-T. L'album est un succès critique et financier considérable, récompensé dans la catégorie de l'« album de l'année » aux Grammy Awards de 1991.
En 1991, la publication de son quatrième album, Funke, Funke Wisdom, marque le déclin de Kool Moe Dee. Moe Dee reconnait lui-même qu'il s'agit de son pire album. Il annonce son départ de Jive Records en 1992. Après deux ans d'inactivité, il publie un best of.
En 1993, il se réunit avec les Treacherous Three pour publier l'album Old School Flava sur le label Ichiban Records. Son dernier single commercial est Love Love/What You Wanna Do publié sur Spoiled Brat Entertainment Inc. Le 8 novembre 1994, son dernier album en date, Interlude, est publié, mais peine à rattraper ses précédents succès du milieu des années 1980,.

### Rivalité avec LL Cool J
Kool Moe Dee est un rival de longue date de LL Cool J. Comme pour MC Shan, Kool Moe Dee dit s'être fait voler son style de rap par LL. Il explique également que LL manquait de respect aux pionniers du rap comme Melle Mel et Grandmaster Caz. Il défie LL sur son album certifié disque de platine, How Ya Like Me Now, plus particulièrement sur son single homonyme.

## Discographie

### Albums studio
- 1986 : Kool Moe Dee
- 1987 : How Ya Like Me Now
- 1989 : Knowledge Is King
- 1991 : Funke, Funke Wisdom
- 1994 : Interlude

### Compilations
- 1993 : Greatest Hits
- 1995 : The Jive Collection, Vol. 2